# Palacete Eberle
O Palacete Eberle é um prédio histórico de Caxias do Sul, no Brasil, localizado na Rua Sinimbu, 1540. Foi a residência do importante industrial Abramo Eberle, sendo tombado pela Prefeitura.

## Descrição
É uma sofisticada mansão de alvenaria com quatro pavimentos, iniciada em 1938, com projeto da firma Barcelos & Cia, de Porto Alegre. Foi a residência de Abramo Eberle, um dos mais ricos e importantes industriais da cidade, fundador da metalúrgica que levava seu nome, e que se tornou reconhecida em todo o Brasil. Refletindo a opulência de seu proprietário, o casarão foi erguido com requintes decorativos inéditos na cidade, num estilo eclético com forte inspiração nos palacetes renascentistas italianos.
Sua volumetria é dinâmica e assimétrica, com destaque para a grande porta de entrada, em arco redondo e frontispício encimado pelo brasão familiar; as arcadas do terceiro pavimento, decoradas com motivos florais; o torreão com frisos e pilastras coríntias; os vitrais em algumas aberturas; os medalhões que se espalham pela fachada; o esplêndido trabalho de ferro forjado na grade da porta principal, as sacadas com delicadas balaustradas, e a cobertura em várias águas de telhas cerâmicas, que arremata harmonicamente o conjunto.
O primeiro pavimento (que não se mostra na fachada principal devido ao declive do terreno) é revestido de pedra aparelhada rusticamente, e os demais o são com pó de pedra aglutinada. O palacete está localizado em meio a um jardim, e a propriedade é cercada de um gradeamento apoiado por pilares decorados de alvenaria revestida de pó de pedra. Foi inscrito no Livro Tombo do Município de Caxias do Sul em 6 de janeiro de 2006.

## Reforma
Em 2020, o Palacete Eberle passou por uma reforma, tendo reaberto suas portas para a visitação dos apreciadores da alta gastronomia em setembro daquele ano. A arquiteta responsável pelo trabalho foi Adriane Bedin, caxiense radicada em Porto Alegre, formada pela Universidade do Vale do Rio dos Sinos (Unisinos). Ela já tinha experiência de mais de treze anos na reestruturação de imóveis tombados. Tentando preservar ao máximo as características originais da construção, a profissional propôs pequenas mudanças, como a instalação de uma coifa na cozinha a fim de garantir o funcionamento do restaurante, a substituição de toda a fiação elétrica, a modernização da parte hidráulica, a aplicação de resina transparente para proteção e conservação das placas de madeira, a lapidação de mármores e granitos por meio de pastilhas diamantadas com granulações diferentes e a restauração do piso, das escadas de acesso e de alguns móveis.